# Lipica (Škofja Loka)
Lipica is een plaats in Slovenië en maakt deel uit van de gemeente Škofja Loka in de NUTS-3-regio Gorenjska. De plaats telde 39 inwoners op 1 januari 2020.